# Tivolicomplex

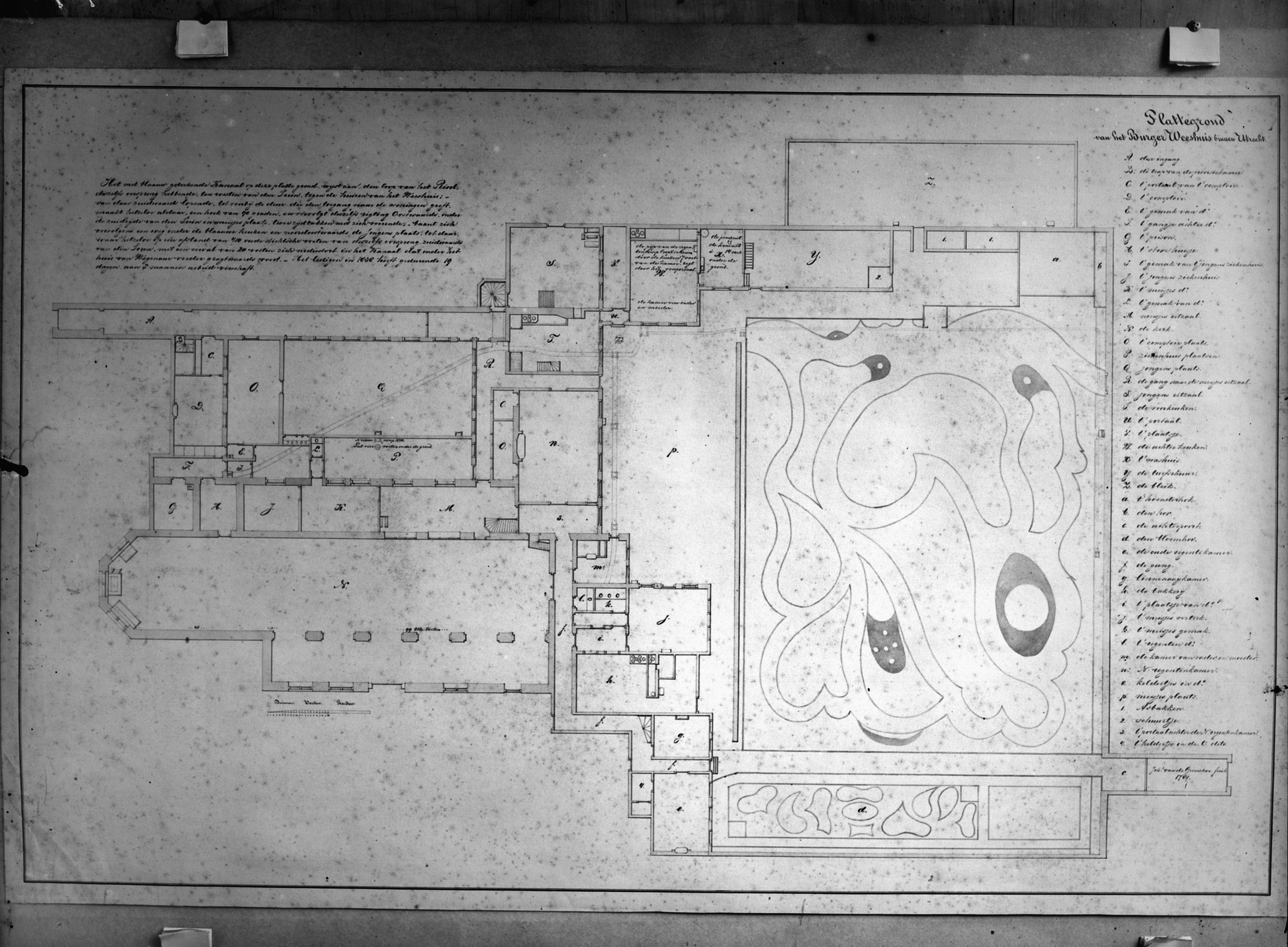
Plattegrond van 1781 in het gemeentearchief

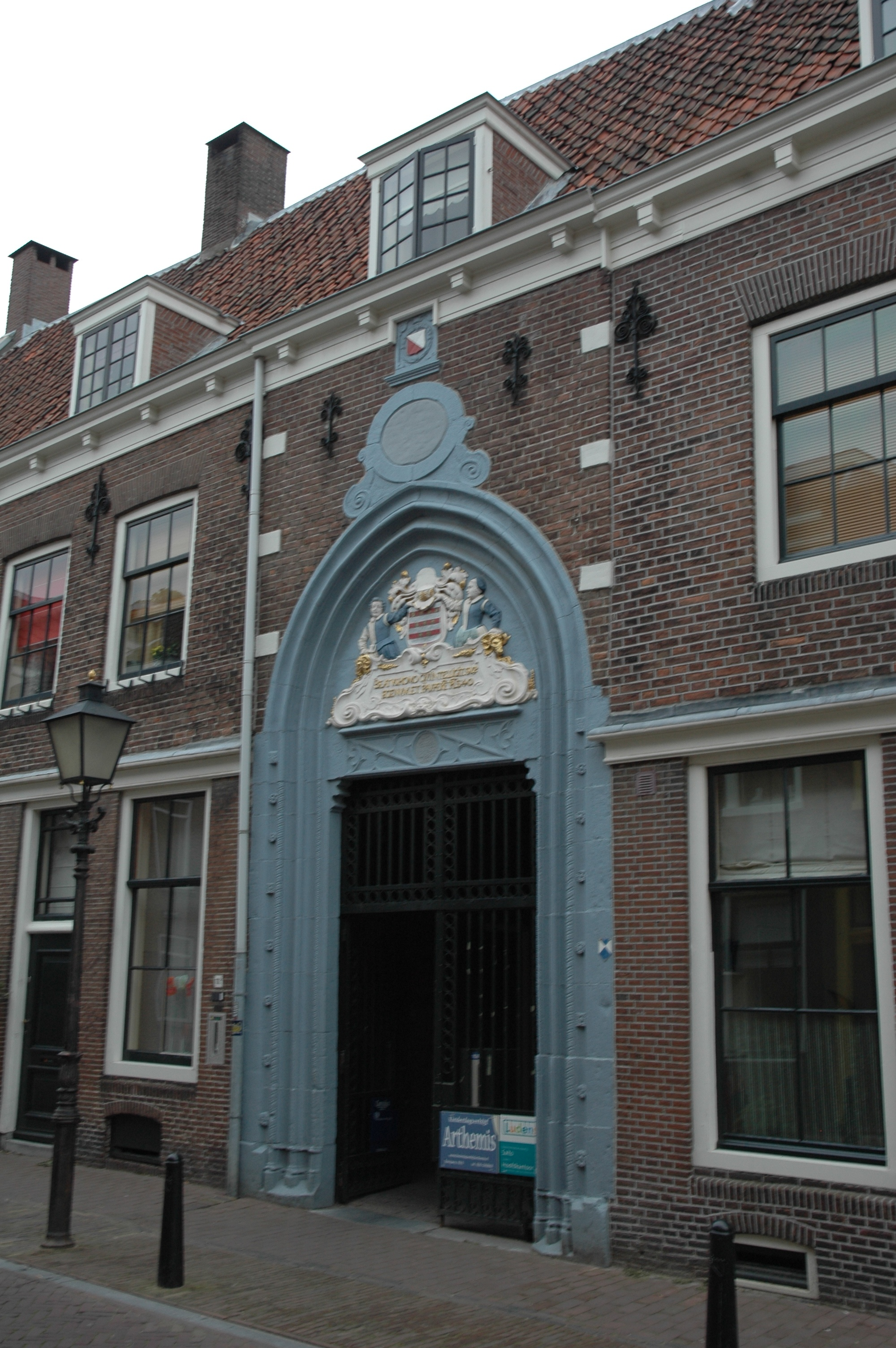
Poort van het voormalige weeshuis aan de achtergelegen Springweg

Het Tivolicomplex is een gebouwencomplex aan de Oudegracht 245 in Utrecht.

## Regulierenklooster
Tussen 1248 en 1267 werd tussen de Oudegracht en de Springweg het Regulierenklooster gesticht door de Zakbroeders. Tijdens het Tweede Concilie van Lyon in 1274 werd deze bedelorde opgeheven, waarna de Reguliere Kanunniken van St. Augustinus het klooster overnamen in 1292. 

## Eerste Echte Weeshuis
Het Weeshuis of het Sint-Elisabethgasthuis te Utrecht is in 1491 gesticht door Evert Zoudenbalch(1424 - 1503). In de Noordelijke Nederlanden is dit het eerste echte weeshuis omdat de zorg voor weeskinderen apart vermeldt wordt in de stichtingsakte. Het weeshuis was bestemd voor alle: "...ellendighe weeskynderen, knechtkens en meechdekens, die van alle menschelicken troost verelaten zyn". Het weeshuis was behoorlijk groot en bestond uit drie rondom een binnenplaats gelegen vleugels die grensden aan het Achter Clarenburg en de Korte en Lange Elisabethstraat met een bijbehorende kapel. Het complex lag naast het kasteel Vredenburg en had in 1577 sterk te lijden van de verwoesting van het kasteel. Vandaag de dag is alleen een deel van de zuidelijke vleugel over. Het weeshuis verhuisde na 1577 naar Oudegracht 245, thans het Tivolicomplex.
Vanaf 1796 werd het Gereformeerd Burgerweeshuis genoemd. De kloosterkerk was nog tot 1800 in gebruik en werd bekend als de Weeskerk. In 1839 kreeg het pand een nieuwe voorgevel. In 1927 waren er nog maar veertien weeskinderen, het weeshuis verhuisde daarom naar een kleiner pand aan de Nieuwegracht. Het kreeg in 1954 de naam Evert Zoudenbalch Huis en werd in 1963 gesloten.

## Vakbondshuis
In 1925 kocht de Nederlandsche Vereeniging van Spoor- en Tramwegpersoneel (kortweg N.V.) het complex waardoor het bekend werd als N.V.-huis. Op de plek van de kloosterkerk werd een toneelzaal gebouwd die in 1930 en 1931 werd gebruikt als bioscoop. In de eerste dagen van de Tweede Wereldoorlog werd het pand gevorderd om vluchtelingen en terugtrekkende soldaten uit Oost-Nederland op te vangen. Na de bevrijding trad Heintje Davids er op en was er een café-restaurant gevestigd.

## Poppodium
Eind jaren 70 stond het pand leeg en werd het meermaals gekraakt, onder andere in oktober 1979, gefilmd door het VPRO-televisieprogramma Neon, dat ook de optredende groep Braak filmde en het commentaar van Jules Deelder. Hevige relletjes op 29 mei 1981 leidden tot de definitieve vestiging van poppodium Tivoli, dat een van de belangrijkste van Nederland werd. Een binnenplaats werd overdekt en geïntegreerd. In 2014 fuseerde het poppodium met Muziekcentrum Vredenburg en verhuisde naar TivoliVredenburg. 
In de periode 2014-2018 zat muziekbroedplaats Kytopia van Kyteman in het gebouw.

## Gevelstenen
In twee gevelstenen staan jaartallen vermeld:
- 1491, oprichting van Sint-Elisabethgasthuis
- 1839, plaatsing voorgevel

## literatuur
- Weeshuizen in Nederland door Ingrid van der Vlis met medewerking van Thijs Rinsema, De wisselende gestalten van een weldadig instituut. Uitgave Walburg Pers te Zutphen, 2002 (blz.16).
- Het kind in onze Middeleeuwsche literatuur door B. van den Eerenbeemt, Proefschrift 1931, Katholieke Universiteit Nijmegen, Uitgave NV Van Munster's Uitgevers-Maatschappij te Amsterdam.